# 4
Anul 4 a fost un an care a început într-o zi de marți sau miercuri, după calendarul iulian.  La Roma este considerat anul consulatului lui Catus și Saturninus, și anul 757 după Ad urbe condita.  

## Evenimente

### După loc

#### Imperiul Roman
- Augustus îi grațiază pe Gnaeus Cornelius Cinna Magnus, Aemilia Lepida, nepoata lui Marcus Aemilius Lepidus, pentru că au complotat împotriva împăratului.
- Este emisă Lex Aelia Sentia care reglementază eliberarea sclavilor.
- Împăratul Caesar Augustus îl cheamă pe Tiberius la Roma, și îl numește moștenitorul său. În același timp, Agrippa Postumus (fiul lui Marcus Vipsanius Agrippa) este adoptat și numit urmaș al lui Augustus.
- Julia, fiica lui Augustus, aflată în dizgrația împăratului Augustus, se întoarce din exil pentru a locui în Regium.
- Polianus Maradonius devine arhonte al Atenei.
- Semnarea unui pact de neagresiune și prietenie între Imperiul Roman reprezentat de Tiberius și tribul german al cheruscilor reprezentați de regele lor Sigimer. Arminius și Flavus, fiii lui Sigimer, au intrat în armata romană fiind conducători ai trupelor auxiliare.
- Sextus Aelius Catus devine consul.
- Tiberius îl adoptă pe Germanicus ca moștenitor al său.

#### Orientul Mijlociu

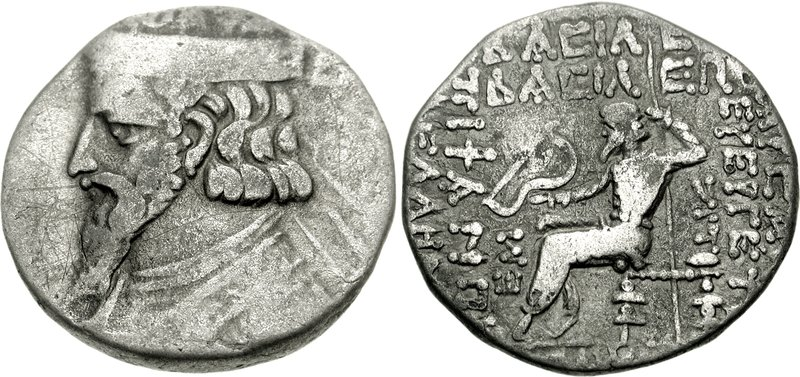
Orodes III

- Regele Phraataces și Regina Musa ai Parthiei sunt detronați și uciși, coroana fiind oferită lui Orodes al III-lea, care devine noul rege al  Parthiei.

#### Asia
- Împăratul Ping de Han se însoară cu împărăteasa Wang, fiica lui Wang Mang, care își cimentează influența.
- Namhae Chachaung îi succede lui Bak Hyeokgeose ca rege al regatului corean de Silla.
- Wang Mang primește titlul de duce superior.

## Arte, științe, literatură și filozofie
- Nicolaus din Damasc scrie Istoria Lumii în 15 volume.

## Nașteri

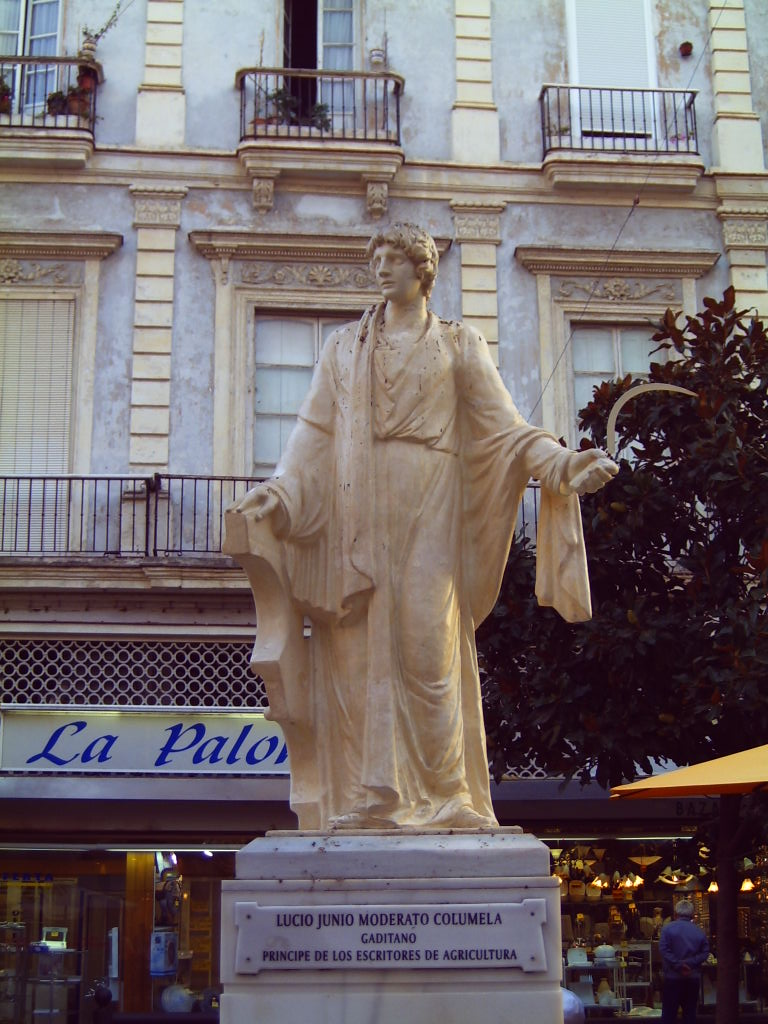
Columella

- Columella (Lucius Junius Moderatus Columella), scriitor roman (d. 70)
- Daemusin, regele coreean Goguryeo (d. 44)
- Publius Quinctilius Varus, nobil roman (d. 27)

## Decese
- 21 februarie: Gaius Caesar  (n. 20 î.Hr.)
- dată necunoscută: Hyeokgeose de Silla  (n. 69 î.Hr.)

- Bak Hyeokgeose, 72 ani, primul domnitor al Coreei (n. 69 î.Hr.)
- Gaius Asinius Pollio, 68 ani, orator, poet și istoric roman (n. 65 î.Hr.[1])
- Gaius Iulius Cezar Vipsanianus[2], 23 ani, fiul lui Marcus Vipsanius Agrippa (n. 20 î.Hr.)